# 東松江站 (島根縣)
東松江站（日语：／ Higashi-Matsue eki */?）是位於島根縣松江市，西日本旅客鐵道（JR西日本）的山陰本線車站。也是日本貨物鐵道（JR貨物）的貨櫃集運基地「東松江新營業所」的所在地。現時為無人車站，由松江站管理。

## 車站構造

### 站房
為一座兩層高，以木及鋼架所搭建而成的站房，然而，大部份站房位置均已被圍封或上鎖，旅客不可進入或使用，乘客進出車站和月台範圍，均只能使用靠站房最右端的一條不太寬闊的通道。通道旁邊設有一排長櫈。採用開放式閘口，並設有簡易式IC卡感應器。至於少部份的站房，則改建成為男、女共用式的洗手間，由站房外另建的大門進入。
車站曾經設有自動售票機，現時已經撤走。

### 月台
設有側式月台及島式月台，共提供2面3線的配置。此站至松江站之間為雙線鐵路。此站至安來站之間為單線鐵路區間。側式月台和島式月台之間以有蓋行人天橋連接。不過天橋兩旁皆被鐵皮完全地覆蓋着。當中側式的1號為下行月台；島式內側的2號為上行主要月台及犢急列車通過月台；3號月台則只於下行普通列車避車時所使用。
| 月台 | 路線     | 方向 | 前往                                       | 備註       |
| ---- | -------- | ---- | ------------------------------------------ | ---------- |
| 1    | 山陰本線 | 下行 | 松江、出雲市、西出雲市、益田方向           | 全部列車   |
| 2    | 山陰本線 | 上行 | 米子、鳥取、經伯備線往生山、新見、岡山方向 | 大部份列車 |
| 3    | 山陰本線 | 上行 | 米子方向                                   | 避車時使用 |

### JR貨物東松江新營業所

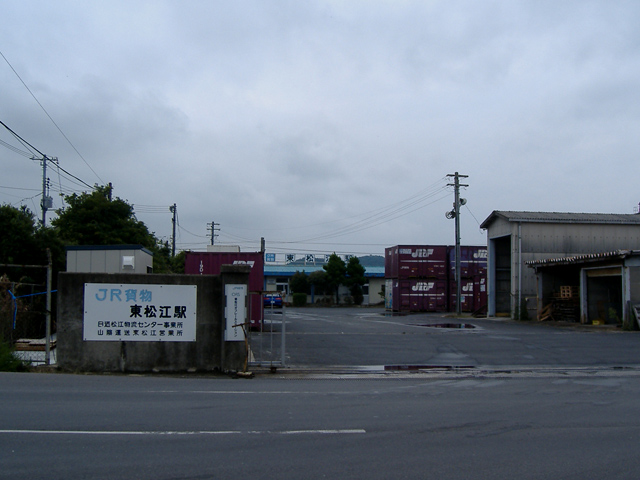
東松江ORS入口（2007年）。

JR貨物於旅客車站的東南方設有「東松江新營業所」，採用線外貨運站（ORS，Off-Railway Station）模式經營。每天提供1往復的貨櫃車班次來往伯耆大山站。貨運列車早於1996年便已經停止停靠，並改以路面運輸方式把貨櫃交付於其他的鐵路貨物站。2006年轉為線外貨運站，並改以固定貨櫃車班次行駛。2013年暴雨災害使山口線的貨運列車停止運行，而在年度尾隨著岡見站廢止之後，本站是島根縣內唯一還在營業的JR貨物設施。2015年JR貨物交回山陰本線的第二種鐵道事業牌照後，自此山陰本線內再沒有任何貨運列車駛經。
本站主要處理12呎小型貨櫃為主。站內現時仍保存近客運站台的6條貨物路軌，以及靠近縣道153號、設有上蓋的3條側軌，其中仍保留有1輛可作小規模搬運的柴油機車，但由於欠於保養，北端的多個轉轍器及相連路軌已被雜草及植物所遮蔽。

## 歷史
- 1908年11月8日：官設鐵道安來站至松江站之間開業，以「馬潟站」(日语：／)啟用[3]，為一般車站。
- 1909年10月12日：制定路線，鐵路線名為山陰本線。
- 1930年4月1日：本站至馬潟港站之間的貨物支線開業。
- 1961年9月23日：終止貨物起卸業務。
- 1973年4月1日：車站改名為「東松江站」。同時再次開設貨物起卸業務（從松江站起卸業務遷至此處）。
- 1975年4月1日：本站至馬潟港站之間的貨物支線廢止。
- 1987年4月1日：伴隨國鐵分割民營化，車站由西日本旅客鐵道（JR西日本）和日本貨物鐵道（JR貨物）營運。
- 1996年3月16日：取消貨運列車班次。成為汽車代行車站。
- 2006年4月1日：東松江線外貨運站（現時為東松江新營業所）啟用。
- 2015年4月1日：JR貨物車站廢止[4]。東松江線外貨運站則繼續服務。
- 2016年12月17日：此站可以使用IC卡「ICOCA」[5][6]。設置IC卡專用簡易閘機。

## 使用狀況
以下為近年1日平均乘車人次列表：
| 乘車人次變化 | 乘車人次變化    |
| 年度         | 1日平均乘車人次 |
| ------------ | --------------- |
| 1984         | 84              |
| 1994         | 125             |
| 1999         | 113             |
| 2000         | 111             |
| 2001         | 98              |
| 2002         | 82              |
| 2003         | 87              |
| 2004         | 77              |
| 2005         | 73              |
| 2006         | 71              |
| 2007         | 95              |
| 2008         | 112             |
| 2009         | 113             |
| 2010         | 112             |
| 2011         | 102             |
| 2012         | 100             |
| 2013         | 110             |
| 2014         | 85              |
| 2015         | 87              |
| 2016         | 89              |
| 2017         | 92              |

## 相鄰車站
西日本旅客鐵道
山陰本線
■快速「Aqua快車」、■快速「鳥取快車」、■普通
揖屋－東松江－松江

### 曾經存在的路線
日本國有鉄道
山陰本線貨物支線
東松江－馬潟港

## 外部連結
- 東松江｜車站資訊：JR出門網 - 西日本旅客鐵道